# Leucauge henryi
Leucauge henryi là một loài nhện trong họ Tetragnathidae.
Loài này thuộc chi Leucauge. Leucauge henryi được Cândido Firmino de Mello-Leitão miêu tả năm 1940.